# Kryptonim „Szmaragd”
Kryptonim „Szmaragd” – amerykański film wojenny z 1985 roku na podstawie powieści Ronalda Bassa The Emerald Illusion.

## Główne role
- Ed Harris – Gus Lang
- Max von Sydow – Jurgen Brausch
- Horst Buchholz – Walter Hoffman
- Helmut Berger – Ernst Ritter
- Cyrielle Claire – Claire Jouvet
- Eric Stoltz – Andy Wheeler
- Patrick Stewart – Płk Peters
- Graham Crowden – Sir Geoffrey Macklin